# 김상 (도성이후)
김상(金常, ? ~ 기원전 54년)은 전한 후기의 제후로, 건장위위 김안상의 아들이다.

## 생애
오봉 3년(기원전 55년), 김안상의 뒤를 이어 도성후(都成侯)에 봉해졌으나 한 해만에 죽었다. 시호를 이(夷)라 하였고, 아들이 없어 봉국은 폐지되었다.

## 출전
- 반고, 《한서》 권17 경무소선원성공신표·권68 곽광김일제전

| 선대 아버지 도성경후 김안상 | 전한의 도성후 기원전 55년 ~ 기원전 54년 | 후대 (54년 후) 김흠 |